# Nádasdy László (püspök)
Gróf Nádasdy László OSPPE (Pozsony, 1662 – Pozsony, 1729. november 25. vagy 1730. február 14.) pálos szerzetes, csanádi püspök, győri kanonok és nagyprépost.

## Életútja
A tekintélyes főnemesi dunántúli nádasdi és fogarasföldi Nádasdy családnak a sarja. Apja a Wesselényi-összeesküvés miatt kivégzett Nádasdy Ferenc gróf, országbíró, anyja gróf Esterházy Julianna (így anyja révén Esterházy Miklós nádor unokája) volt.
A grazi jezsuita gimnáziumban tanult (1675-ben a poétikai osztályban), majd 1677. október 9-én, 15 éves korában belépett a pálos rendbe, és egy év múlva szerzetesi fogadalmat tett. A filozófiai és teológiai tanulmányok után 1688-tól a pápai kolostor vikáriusa, 1689-tól nagyszombati perjel, 1690-től sátoraljaújhelyi vikárius és egyben missziófőnök volt 1691-től 1701-ig. Itt ő magasította meg a pálos templom tornyát, amelybe új harangokat szerzett, és a kolostor épületére is második emeletet építtetett. 1695-től a máriavölgyi kolostorban élt, mint perjel, majd 1696 és 1702 között mint Mallechich Gáspár pálos generális perjel helyettese (vicarius generalis), végül 1702-től mint a következő generális, Esterházy Imre kísérője és titkára (socius el secretarius generalis). Eközben, 1696-ban a magyar pálosok őt küldték Rómába, hogy az önállósodni kívánó horvát rendtartomány ügyében tájékoztassa a Szentszéket. Amúgy is szeretett utazni, amely nem teljesen illett a szerzetesi életmódhoz. Kollonich Lipót esztergomi érsek 1702-ben kifogásolta, hogy Nádasdy fogatot, cselédséget tart, sokat csavarog, Bécsben, az udvarnál előszobázik, amikor senki nem hívja. 1708-tól leginkább barátja, Patachich György boszniai püspök mellett tartózkodott, míg 1710. június 15-én I. József király csanádi püspöknek nevezte ki.
Kinevezése után 1711 tavaszán barátjával, Patachich Györggyel együtt Szegedre ment. Eleinte az alsóvárosi ferences kolostorban laktak, majd a kamarai felügyelőségtől kapott házból próbálta megszervezni egyházmegyéjét.  Hosszú küzdelmet folytatott a katonai vezetőkel és kamarai igazgatással a székesegyház és a káptalan létrehozása, valamint joghatóságának és jövedelmeinek biztosítása érdekében.
Az egyházmegye egykori székhelye, Csanád romokban állt, nagyobbik, a Marostól délre fekvő része 1716-ig az Oszmán Birodalomhoz tartozott, majd a Temesi Bánság megszervezésével katonai közigazgatás alá került, és amúgy is kevés katolikus élt benne. Szeged városa 1713-ben elérte, hogy exempt városként az esztergomi érsek alá tartozzon, bár mind Keresztély Ágost, mind Esterházy Imre érsekek átengedték Nádasdy számára a város fölötti joghatóságot.
Birtokai Makó kivételével nem voltak, tizedszedési jogát is több helyen vitatták, akadályozták, így azt végül a király magának tartotta fenn, és fejében 1723-tól Nádasdynak évi 5000 forintot biztosított. Ugyanettől az évben III. Károly király rendeletet hozott a csanádi káptalan fölállításáról, egyelőre Szegeden, négy kanonokkal, de Nádasdí életében csupán egy kanonok került kinevezésre, Schambach János Ferenc püspöki helynök.
1719-ben egyházlátogatásra (canonica visitatio) indult egyházmegyéjének a Marostól délre fekvő, a Temesi Bánsághoz tartozó részeire, de ott a kormányzóság és a megbízásukból működő jezsuiták ellenségesen fogadták. Nádasdyt ezért a temesvári jezsuita rektort nevezte ki bánáti helynökévé. Bár 1724-ben III. Károly király elismerte Nádasdyt a Temesi Bánság főpásztorának, és március 5-én ünnepélyesen bevonult Temesvárra, de hamarosan vissza kellett térnie Szegedre.
Csanádi püspöki jövedelmei pótlására 1711-ben megkapta Keresztély Ágost prímástól egy győri kanonokság és a pápai főesperességet, majd 1713-ban a győri nagyprépostság és a fehérvári őrkanonokság javadalmait.
Sírja a pozsonyi ferences templomban van.